# Jenni Haukio
Jenni Elina Haukio, född 7 april 1977 i Björneborg, Finland, är en finländsk poet och programchef för Åbo bokmässa. I januari 2009 gifte Haukio sig med Finlands blivande president Sauli Niinistö.
Haukio har en politices magisterexamen från Åbo universitet och har gett ut tre diktsamlingar. Hon har varit riksdagsassistent för ex-minister Anne Holmlund, och verksamhetsledare för Samlingspartiets distrikt i Satakunda. Före anställningen på Åbo bokmässa var hon kommunikationschef för Samlingspartiet. Haukio disputerade 2022 i statsvetenskap vid Helsingfors universitet med en avhandling om partiernas valkampanjer på internet inför riksdagsvalet.

## Utmärkelser
- Norska förtjänstordens storkors,  2012[2]
- Kommendör med stora korset av Nordstjärneorden,  2012[3]
- Storkorset av Finlands Vita Ros’ orden,  1 mars 2012[4]
- Konung Carl XVI Gustafs jubileumsminnestecken II,  2013[5]
- Storkors av Dannebrogorden,  4 april 2013[6]
- Storkorset av isländska falkorden,  28 maj 2013[7]
- Tre Stjärnors orden, första klass,  9 september 2013[8]
- Terra Mariana-korsets orden, första klass,  9 maj 2014[9]
- Storkors av Republiken Polens förtjänstorden,  30 mars 2015[10]
- Konung Carl XVI Gustafs jubileumsminnestecken III,  2016[11]
- Krigsinvalidernas förtjänstkors,  2017[12]
- Konung Carl XVI Gustafs jubileumsminnestecken IV,  15 september 2023[13]
- Storkors av Adolf av Nassaus civil- och militärförtjänstorden[14]
- Förbundsrepubliken Tysklands förtjänstorden - storkors[14]
- Storkorset av Nationalförtjänstorden[14]

[Redigera Wikidata]